# Thökk
Thökk vagy Þökk mitológiai alak, jötunn a skandináv mitológiában. Feltételezhető, hogy ő Loki álruhában, aki nem hajlandó megsiratni a megölt Baldrt, így kényszerítve őt, hogy Helheimban maradjon.
Neve az óészaki és izlandi köszönöm szóból ered.

## A Prózai Eddából
Miután Baldrt megölték, Hermóðr ellovagolt Helheimba. Helheim istennője, Hél úgy döntött, hogy Baldr visszatérhet az élők közé, ha az istenek és a halandók együtt sírnak érte. Ezért az ázok követeket küldtek a világ minden tájára, hogy mindenki sirassa, de:
„Miután a hírvivők hazamentek, mivel jól végezték küldetésüket, találtak egy barlangot, ahol egy óriásnő ült, aki Thökknek nevezte magát. Imádkoztak neki, hogy segítsen visszahozni Baldrt, erre ő azt mondta:
Thökknek nincs könnye, se gyásza;

Baldrt nem bánja.

Nekem nem használt se élve, se holtan,

Hél tartsa meg, ami az övé.
És az emberek úgy vélik, hogy aki ott volt, az Loki Laufeyarson volt, aki a legtöbb rosszat tette az ázok közül.” (Gylfaginning 49.)

## Fordítás
Ez a szócikk részben vagy egészben  a(z)   Þökk című angol Wikipédia-szócikk fordításán alapul.  Az eredeti cikk szerkesztőit annak laptörténete sorolja fel. Ez a jelzés csupán a megfogalmazás eredetét és a szerzői jogokat jelzi, nem szolgál a cikkben szereplő információk forrásmegjelöléseként.

## Forrás
Orchard, Andy (1997). Dictionary of Norse Myth and Legend. Cassell. ISBN 0-304-34520-2